# Schaereria porpidioides
Schaereria porpidioides är en lavart som beskrevs av Fryday & Common. Schaereria porpidioides ingår i släktet Schaereria och familjen Schaereriaceae.   Inga underarter finns listade i Catalogue of Life.